# 埃爾南達里亞斯
25°24′36″S 54°38′24″W / 25.41000°S 54.64000°W
埃爾南達里亞斯（西班牙語：Hernandarias），是巴拉圭的城鎮，位於該國東部，由上巴拉那省負責管轄，始建於1896年7月7日，面積1,375平方公里，海拔高度243米，2008年人口79,735，人口密度每平方公里57.98人。